# فري باسكال
فري باسكال (بالإنجليزية: Free Pascal) هو مترجم لغة باسكال وأوبجكت باسكال. وهو حر ومفتوح المصدر وموجود في عدد كبير من أنظمة التشغيل والمنصات مثل لينكس، وندوز، ماكنتوش، آرم.
تم تطويره عن طريق فريق فري باسكال بعد توقف إنتاج شركة بورلاند Turbo Pascal لنظام دوز وتحولها للوندوز متمثل في دلفي.
النسخة الأولى منه صدرت في منتصف عام 2000، وحالياً وصل إلى الإصدارة رقم 2.6
يتوافق فري باسكال مع لغة أوبجكت باسكال الموجودة في دلفي إلى حد كبير ويدعم لغة التجميع داخل كود الباسكال.

## وصلات خارجية
- فري باسكال على موقع Open Hub (الإنجليزية)
- فري باسكال على موقع Free Software Directory (الإنجليزية)
- صفحة برنامج فري باسكال  على أوبن هب
- الموقع الرسمي